# Jean-Marie Charpentier
 (octobre 2021).
Si vous disposez d'ouvrages ou d'articles de référence ou si vous connaissez des sites web de qualité traitant du thème abordé ici, merci de compléter l'article en donnant les références utiles à sa vérifiabilité et en les liant à la section « Notes et références ».
Pour les articles homonymes, voir Charpentier (homonymie).

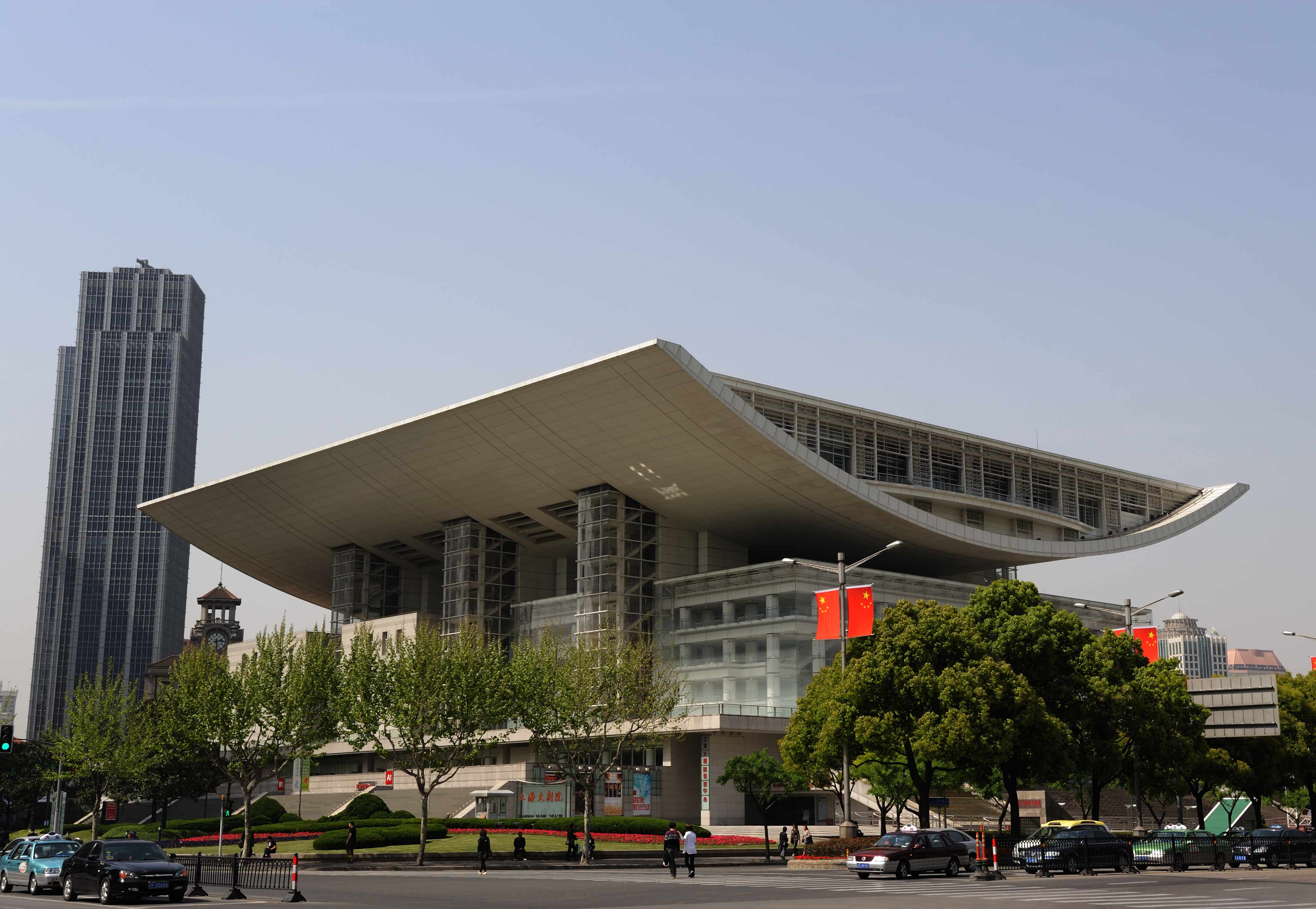
Opéra de Shanghai

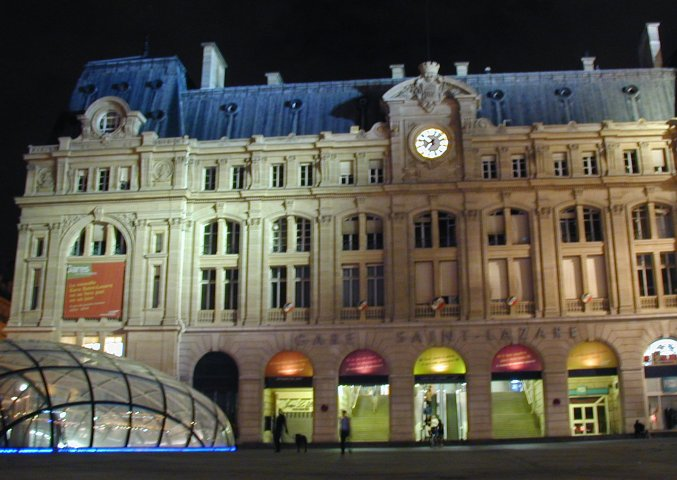
Façade de la Gare Saint-Lazare de nuit avec l'édicule de verre réalisé par Jean-Marie Charpentier

Jean-Marie Charpentier, né le 27 avril 1939 à Paris où il est mort le 24 décembre 2010,, est un architecte et urbaniste français.
Il est diplômé en urbanisme, de l'université de Paris, en 1966, puis en architecture, en 1969, de l'École nationale supérieure des beaux-arts. Il enseigne l'architecture au Cambodge durant une année, avant de créer Arte Charpentier (acronyme de « architecture, recherche, technique, environnement ») à Paris en 1969. Il est l'un des premiers architectes européens à s'établir en Chine en 1984.

## Principales réalisations

### Chine
- Opéra de Shanghai (上海大剧院/Shanghai Grand Theatre) à Shanghai, République populaire de Chine, en 1998[4] ;
- Une partie de la rue de Nankin (transformée en rue piétonne), Shanghai[4] ;
- Shanghai Expo Plaza ;
- Siège de General Motors à Shanghai.

### France
- De très nombreux immeubles de bureaux et de logements[5] ;
- L'édicule de verre de la station de métro Meteor devant la Gare Saint-Lazare à Paris[6] ;
- La Cité de la Musique de Paris ;
- L'Université Sorbonne-Nouvelle de Paris ;
- La tour Oxygène de Lyon ;
- La tour Elithis à Dijon, première tour à énergie positive en France.

## Fonctions
- 1990-1994 : Président régional de l'ordre des architectes d'Île-de-France[7].
- Président du conseil d'adminsitration d'Arte Charpentier Architectes depuis mai 2010 et jusqu'à sa mort en décembre.

## Vie privée
Il est un petit-neveu du compositeur Gustave Charpentier et le fils de l'architecte Claude Charpentier.